# 交易所教堂
交易所教堂（Temple du Change），原是法国里昂的证券交易所，位于里昂老城（里昂第五区）。它最初由建筑师 Simon Gourdet 建于1631年到1653年，后来由Jacques-Germain Soufflot重建于1748-1750年。1803年起，它成为一座新教教堂。

## 历史
交易所原是一座小型古典建筑，前面有四个拱门，两侧各有两个拱门。它作为里昂的交易所很快就不敷使用，但是直到1748年才得以重建。Soufflot 主持了扩建。
法国革命期间，这座建筑被废弃。有一段时间用作客栈，然后在1803年改为新教教堂。

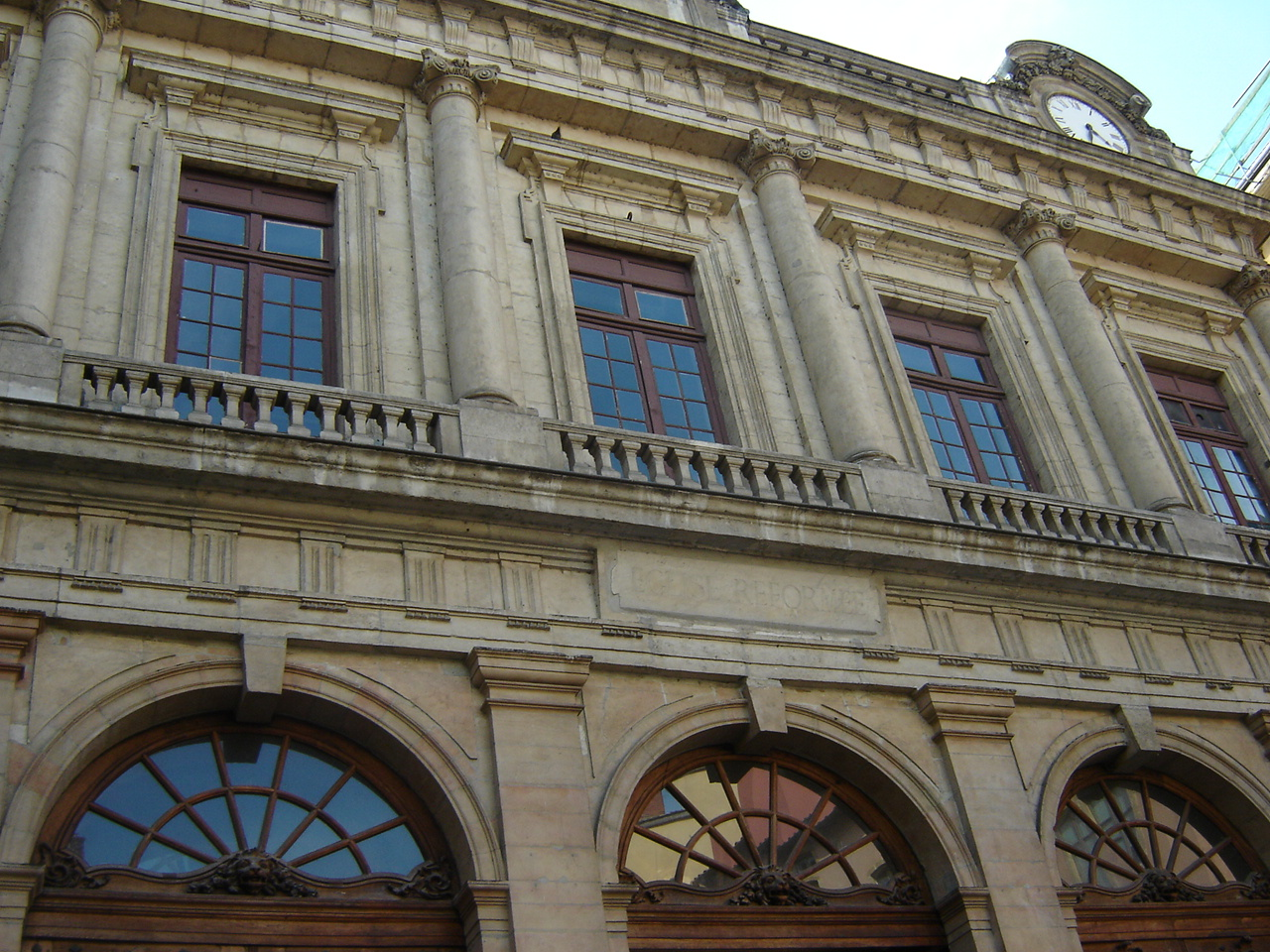
立面细部

1999年12月，立面上增加了两面钟。右边的钟表示小时和分钟。而左面的钟标志年月日。在19世纪中叶，交易所教堂曾计划拆除重建，因为里昂市有1万多名新教徒，而交易所教堂只能容纳600人。
1913年，该建筑被列为法国历史古迹，经常举办音乐会。